# Лампе, Алексей Александрович фон
Алексе́й Алекса́ндрович фон Ла́мпе (6 (18) июля 1885, Вержболово, Сувалкская губерния, Российская империя — 28 мая 1967, Париж, Франция), Генерального штаба генерал-майор (1921). Участник Белого движения. Белоэмигрант, один из организаторов белоэмигрантских объединений, в том числе РОВС.

## Детство и юность
Прадед Лампе со стороны отца приехал в Россию из Гамбурга и поступил на службу в русскую армию в эпоху наполеоновских войн. Семья Лампе утратила все связи с родиной предков, и Александр Александрович владел немецким языком очень плохо.
Алексей фон Лампе родился в приграничном с Восточной Пруссией местечке Вержболово в семье жандармского полковника. Родители, не обнаружив в своём единственном сыне никаких особенных талантов, решили дать Алексею военное образование.
Окончил Первый кадетский корпус (1902), Николаевское инженерное училище (1904), Николаевскую военную академию (1913).
Участвовал в чине подпоручика в русско-японской войне в составе 6-го сапёрного батальона. Для того, чтобы попасть на фронт, отказался от поступления на дополнительный курс училища. Был ранен и контужен.
С 1908 г. в лейб-гвардии Семёновском полку, куда попал благодаря связям родителей (его отец начинал службу именно там).
В 1910 г. поступил в Императорскую Николаевскую военную академию, по её окончании был назначен в Генеральный штаб.
В 1912 г. женился на Наталье Михайловне <…>. 2 января 1914 г. (20 декабря 1913) у них родилась дочь Евгения.
С началом Первой мировой войны был назначен в штаб 18-го армейского корпуса, где за отличие получил Георгиевское оружие и орден Св. Владимира 4-й степени с мечами и бантом. В 1916 году был переведён в штаб 8-й армии.
В 1917 году благодаря родственным связям жены оказался в Харькове, где редактировал газету «Возрождение», затем газету «Россия», позже — газету «Великая Россия».

## Гражданская война
Летом — осенью 1918 возглавлял подпольный комитет в Харькове, занимавшийся переброской офицеров в Добровольческую армию. Сотрудник «Азбуки» (агент «Люди»). С конца 1918 г. в Добровольческой армии. Затем начальник оперативного отдела в группе войск генерала барона П. Н. Врангеля и в управлении генерал-квартирмейстера Кавказской Добровольческой армии. С ноября по декабрь 1919 г. — начальник оперативного отдела штаба Добровольческой армии.
В конце декабря 1919 г. был прикомандирован к военному представителю главнокомандующего Вооруженными силами на юге России в Константинополе и в марте 1920 г. выехал в Константинополь. По поручению генерала А.С. Лукомского, направленного в апреле в Константинополь новым главкомом ВСЮР генералом П.Н. Врангелем, фон Лампе занимался делами беженцев, размещенных союзниками на Принцевых островах.

## В эмиграции
В 1920 г. был направлен Врангелем в качестве военного представителя Русской Армии в Данию. В 1921 году Врангель направил фон Лампе своим военным представителем в Венгрию с целью добиться разрешения её правительства на размещение в стране частей Русской армии. Однако переговоры не привели к положительному результату из-за нежелания Хорти и в начале 1922 г. были прекращены.
С лета 1922 года Лампе был представителем Врангеля в Германии, сменив на этом посту И. А. Хольмсена. В 1924 году возглавил 2-й отдел Русского общевоинского союза (РОВС) в Берлине. В начальный период эмиграции фон Лампе с большим трудом изъяснялся на немецком языке и даже брал уроки, так как в его семье говорили только по-русски.
В 1923 г. принимал участие в работе «Комитета по вывозу русских студентов с Балкан и содействия им в получении образования в Германии», созданного по инициативе профессоров Русского научного института и лидеров военной эмиграции.
В 1926—1928 гг. издал 7 сборников «Белое дело», в которых публиковались материалы по истории белой борьбы.
В 1933 году, во время прихода нацистов к власти, Лампе был арестован немецкой политической полицией по обвинению в шпионаже и около трёх месяцев провёл в тюрьме. Был освобождён по настоянию друзей, чтобы присутствовать при последних днях умирающей от туберкулёза лёгких дочери (Евгения умерла в декабре 1933 г.).
С 1938 — глава РОВС в Германии. Был активным членом церковного Свято-Князь-Владимирского братства. Организовал сооружение памятника «Верным сынам великой России» в память погибшим воинам Первой мировой войны и Гражданской войны на братском русском кладбище в Берлине-Тегеле в 1938 году.
В Германии фон Лампе начал сниматься в кино в качестве статиста, чтобы прокормить семью и содержать 2-й отдел РОВС. Позже его стали приглашать в качестве консультанта в фильмы, посвящённые жизни в России, Первой мировой и Гражданской войнам.

### Оценка А. А. Лампе террора 1937—1938 гг. в СССР
В 1937 году Лампе дал оценку большого террора в СССР в своих письмах П. А. Кусонскому и С. А. Волконской.
Из письма заместителю председателя РОВС П. А. Кусонскому от 17 июня 1937 г.: «В СССР жертвами теперь являются те, кого мы и сами без колебаний повесили бы».
Из письма к С. А. Волконской от 13 августа 1937 г.:

Поговорим… о Сталине и его деяниях. Я не согласен с Вами, что-де, мол, «протянули они 20 лет, протянут и ещё 20». Думаю, что не протянут. Да и надо отметить то, что 20 лет они жили и своих не угробливали, а на вторые 20 лет именно с этого-то и начали. А взаимные угробливания и казни в своей среде есть нормальный конец всякой революции… Пусть Сталин проведёт чёрную работу как можно дальше… Пусть он принесёт хоть ту пользу, что ликвидирует тех, кто, добравшись к власти, затянет дело надолго. А такими я считаю именно тех, кого сам Сталин, видимо, рассматривает как своих конкурентов, ибо только этим обстоятельством объясняется переселение их из советского рая в потусторонний ад… Все разговоры об «изменах», «шпионаже в пользу одной державы» — это сплошной вздор.

### Вторая мировая война
С нападением Гитлера на СССР глава Союза генерал-лейтенант Алексей Петрович Архангельский сформулировал официальную позицию РОВС по вопросу советско-германской войны, выступая за участие белоэмигрантов на стороне нацистской Германии, в том случае, если германская армия будет вести борьбу против большевизма, но не за захват русской территории.
21 мая 1941 года генерал-майор Алексей Александрович фон Лампе, начальник Объединения Русских Воинских Союзов (ОРВС), выведенного под нажимом нацистов из подчинения РОВС, обратился к Главнокомандующему Германской армии (ОКХ) генерал-фельдмаршалу Вальтеру фон Браухичу с просьбой, в случае начала боевых действий против СССР, предоставить чинам РОВС возможность принять участие в вооружённой борьбе с коммунистической властью в России.
После начала Второй мировой войны фон Лампе служил в крупной издательской фирме, а также занимался организацией отделов Русского Красного Креста в Берлине и завоёванных Германией странах Западной и Восточной Европы. Эти отделы должны были помогать русским эмигрантам, попавшим в немецкий плен, так как многие эмигранты были мобилизованы в армии стран, в которых они имели постоянное место жительства до войны.
С появлением Власовского движения, руководители РОВС рассматривали возможность создания единого русского антибольшевистского движения. В своём письме к генерал-майору Алексею Александровичу фон Лампе Архангельский писал: «Войти в связь с А.[ндреем] А.[ндреевичем] нужно, ведь это должна быть антибольшевистская армия, да ещё получившая специальную антибольшевистскую подготовку. Кроме того — это должно быть — хотелось бы в это верить — русская национальная армия. Как же нам, заклятым врагам большевизма и русским националистам остаться равнодушными?».
В конце 1944 года вошёл в состав Комитета освобождения народов России.
В начале февраля 1945 года генерал Алексей Александрович фон Лампе, стремясь предотвратить мобилизацию чинов возглавляемых им русских воинских организаций в ряды германского «фольксштурма», отдал им приказ покинуть Берлин и начать отход на Юг и Запад.
11 февраля 1945 г., опасаясь попасть в число мобилизуемых немцами стариков, фон Лампе со своей женой и секретарём Красного Креста Б. В. Дуплевым выехал из Берлина на пригородном поезде в Альтенбург — место пребывания возглавлявшей в тот период Русский Красный Крест вел. кн. Веры Николаевны. 27 апреля, чтобы не попасть в руки советских оккупационных властей, они переехали в город Линдау, который 30 апреля заняли французы. В Линдау, при содействии французских оккупационных властей, вел. кн. Веры Николаевны и Дуплева, фон Лампе открыл офис Красного Креста, который регистрировал всех «бесподданных» — «старых» эмигрантов и тех русских, кто укрывался от насильственной репатриации. Занимался спасением советских граждан и русских эмигрантов от насильственной репатриации в СССР.
Осенью 1945 г. он и его офис Красного Креста постоянно подвергались нападкам со стороны советской миссии Красного Креста, действовавшей во французской оккупационной зоне. В итоге фон Лампе был в очередной раз арестован, обвинён в шпионаже и провёл 42 дня в тюрьме. По настоянию французских властей он всё же был освобождён из тюрьмы и в марте 1946 г. переехал в Мюнхен.

### Послевоенный период
В 1946—1950 годах жил в Мюнхене. В 1950 году переехал в Париж и стал заместителем председателя РОВС генерал-лейтенанта Архангельского. С 1957 его преемник, возглавлял РОВС до конца жизни (1957-1967).
Скончался в Париже, похоронен на кладбище Сент-Женевьев де Буа.

## Публикации
«Причины неудачи вооружённого выступления белых»